# Эгерская крепость

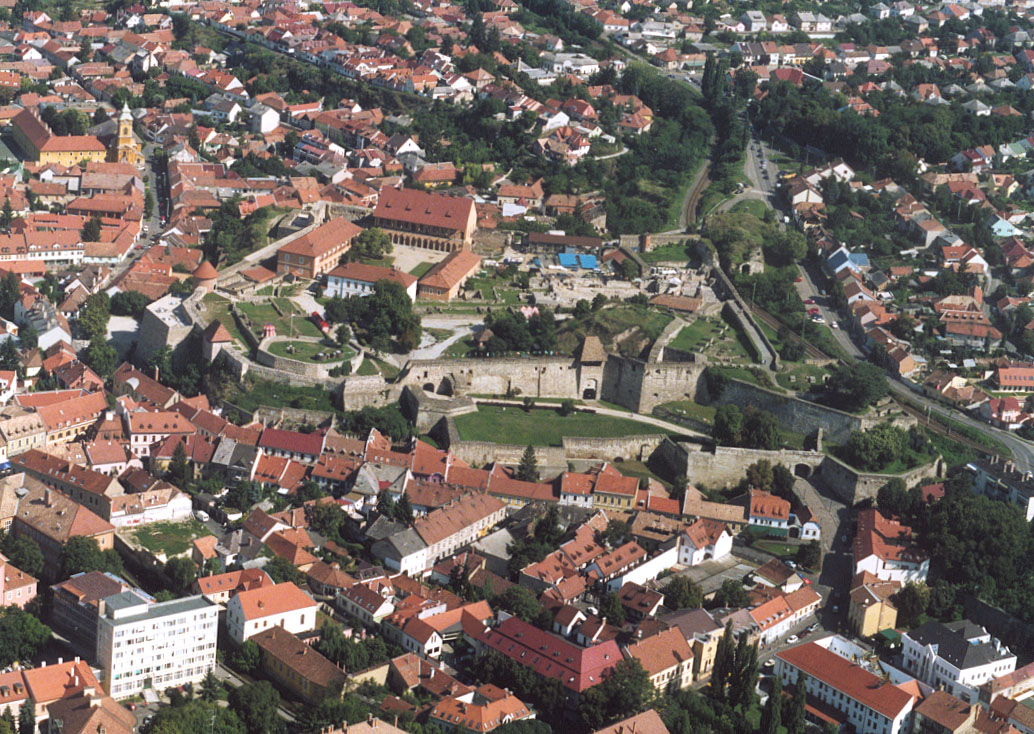
Вид на крепость с воздуха

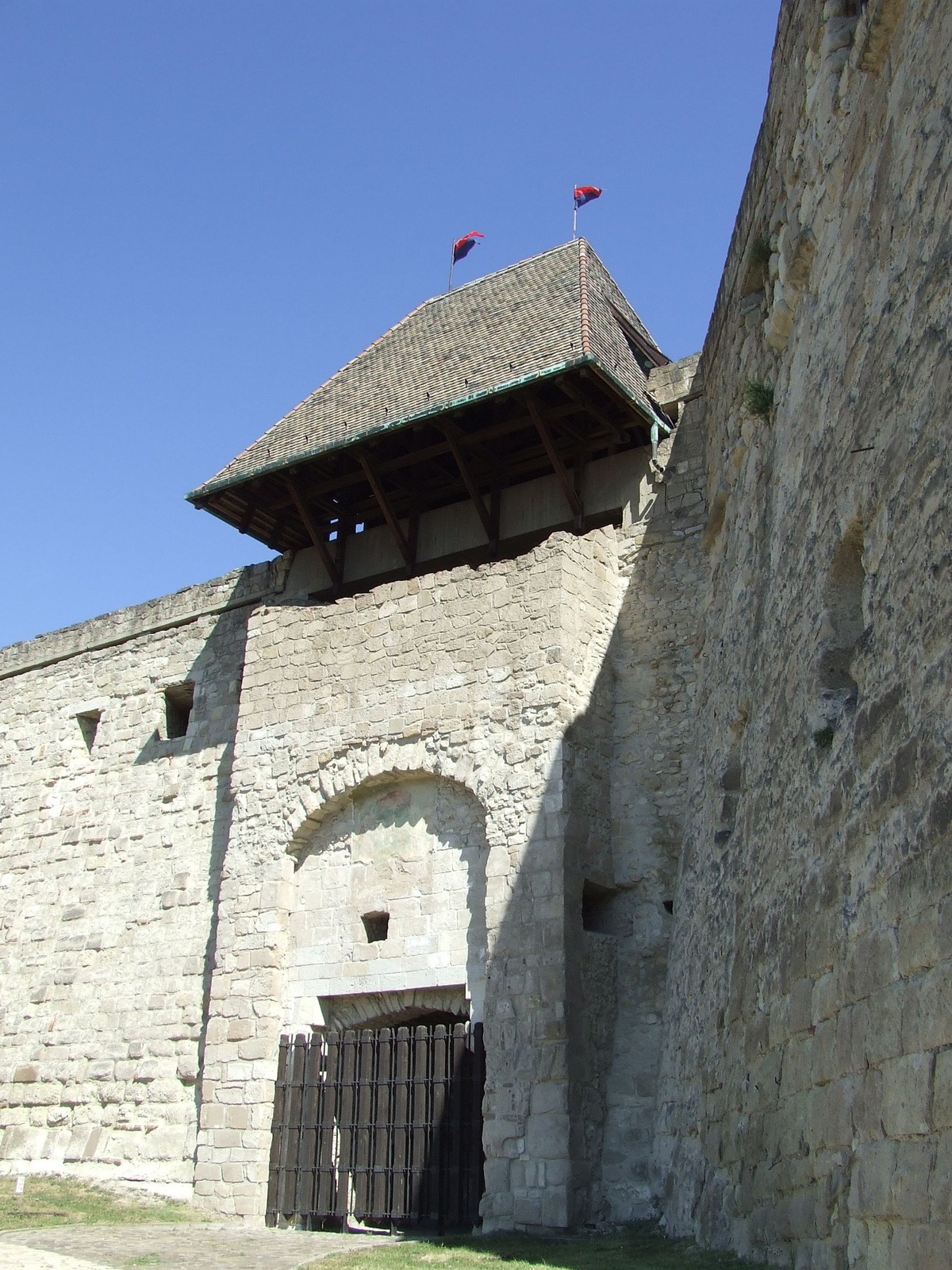
Крепостная башня с воротами

Эгерская крепость (венг. Egri vár) — средневековая крепость в городе Эгер (Венгрия), известная своей героической обороной от турок в 1552 году. Расположена в историческом центре Эгера на Крепостном холме и служит главной достопримечательностью города.
Крепость была выстроена в XIII веке по инициативе эгерского епископа после того, как город был разорён татаро-монгольским нашествием. В XIV—XV веках крепость развивалась, внутри было построено несколько зданий, включая готический епископский дворец и не сохранившийся до наших дней собор. В начале XVI века крепость была перестроена и приобрела свои современные формы. В 1552 году турецкая армия численностью около 40 тысяч человек осадила крепость, в которой укрылось около 2 тысяч защитников во главе с капитаном Иштваном Добо. Несмотря на большое превосходство в численности, турки не смогли взять крепость и вынуждены были отступить после пятинедельной осады, понеся тяжёлые потери. Оборона Эгерской крепости описана на страницах известного романа Гезы Гардони «Звёзды Эгера». В 1968 году роман был экранизирован режиссёром Зольтаном Варконьи.
Новая турецкая осада, предпринятая в 1596 году, привела к падению крепости, Эгер вошёл в состав Османской империи, где был до 1687 года, когда турки были изгнаны австрийской армией. В 1701 году в ходе подавления восстания под руководством Ференца Ракоци австрийская армия взорвала часть стен Эгерской крепости, позднее они были восстановлены.
В настоящее время Эгерская крепость является музейным комплексом. В здании епископского дворца расположен музей Иштвана Добо и картинная галерея. Открыты для посещения туристами бастионы крепости и подземные казематы. В крепости похоронен писатель Геза Гардони.